# Der Adler
Der Adler (in italiano L'aquila) è stata una rivista nazista di propaganda illustrata della Luftwaffe pubblicata negli anni della seconda guerra mondiale in Germania, in particolare a Berlino, dall'editore Scherl-Verlag.

## Storia editoriale
La prima uscita è del 1º marzo 1939, su iniziativa del Reichsluftfahrtministerium che intendeva diffondere notizie riguardanti la Luftwaffe. I contenuti derivavano, in buona parte, del materiale messo a disposizione dal ministero per la propaganda con l'obiettivo di attirare la gioventù tedesca verso l'arruolamento nella Wehrmacht.
La periodicità della rivista era un'uscita ogni 14 giorni, la foliazione comprendeva 32 pagine illustrate. Nel 1941 e nel 1942 la rivista uscì con un numero di pagine ridotto (dimezzato, solo 16 pagine). I primi numeri erano pubblicati in formato bilingue (inglese e tedesco). Allo scoppio della guerra, le due lingue furono separate e vennero pubblicate due uscite distinte. Con l'occupazione della Francia, si aggiunse la terza versione, quella in francese. Successivamente seguirono anche la versione in italiano (1942/43) spagnolo e in rumeno.
Con l'entrata in guerra degli Stati Uniti, dalla copertina venne rimossa l'indicazione di prezzo USA 8 Cent, benché la versione in inglese della rivista abbia continuato ad uscire. Le versioni in francese ed inglese terminarono nel 1944, in particolare quella in inglese uscì fino all'agosto di quell'anno. L'edizione in tedesco, anche se di difficile reperibilità, proseguì in ambito ristretto fino al febbraio 1945.
Nell'ultimo numero ufficiale, uscito il 12 settembre 1944, si annuncia, nel saluto e ringraziamento ai lettori, l'interruzione delle stampe per l'intera durata della guerra, con l'intenzione di dedicare tutte le risorse coinvolte all'esercito ed alla produzione. e la ripresa delle pubblicazioni dopo la vittoria.
La redazione era sita nel quartiere Charlottenburg di Berlino.

## Uscite in Germania
- 1939: 23 uscite
- 1940: 26 uscite
- 1941: 26 uscite
- 1942: 26 uscite
- 1943: 26 uscite
- 1944: 19 uscite

Complessivamente vennero quindi pubblicati 146 numeri.

## Uscite in Italia
La rivista si diffuse a partire dagli anni quaranta anche in Italia, pubblicata in italiano al prezzo 1,50 lire.

## Prodotti correlati
Presso lo stesso editore uscirono altri prodotti legati alla rivista, che ne riportavano il nome. Fra questi:
- la Libreria dell'aquila (una serie di libri, di cui 7 in collana e 10 fuori collana), usciti fra il 1939 e il 1943;
- gli Annali dell'aquila, stampati solo nel 1941 e 1942;
- i Calendari dell'aquila, dal 1941 al 1944;
- il Quaderno dei canti dell'aquila;
- i Giochi dell'aquila, una serie di giochi di guerra per bambini.